# Gârda Seacă, Alba
Gârda Seacă este un sat în comuna Gârda de Sus din județul Alba, Transilvania, România.